# PZL W-3 Sokół
PZL W-3 Sokół je poljski srednje velik dvomotorni helikopter, ki ga proizvaja podjetje PZL-Świdnik (zdaj AgustaWestland Świdnik). W-3 je prvi helikopter, ki je bil v celoti zasnovan in izdelan na Poljskem.
Delo na projektu se je začelo pri WSK PZL Świdnik leta 1973 pod vodstvom Stanisława Kamiński. Prvič je poletel 16. novembra 1979 in je bil certificiran v Sovjetski zvezi, ZDA in Nemčiji. Navdih za W-3 je bil sovjetski Mil Mi-2, ki so ga licenčno proizvajali na Poljskem od leta 1962. 
Sokol je konvencionalne konfiguracije z dvema turbogrednima motorjema PZL-10W, licenčni verziji ruskega turbopropa TVD-10B, ki je poganjal poljsko grajene An-28. Uporabljali so kompozitne materiale na štirikrakem glavnem rotorju in trikrakem repnem rotorju. Leta 1996 so zgradili 100-ti Sokol.

## Tehnične specifikacije W-3
- Posadka: 2
- Kapaciteta: 12 potnikov ali 4 nosila
- Tovor: 2 100 kg (4 630 lb)
- Dolžina: 14,21 m (46 ft 7½ in)
- Premer rotorja: 15,70 m (51 ft 6 in)
- Višina: 5,14 m (16 ft 9½ in)
- Površina rotorja: 193,6 m² (2 084 ft²)
- Profil: NACA 23012M
- Prazna teža: 3 850 kg (8 488 lb)
- Uporaben tovor: 2 550 kg (5 621 lb)
- Maks. vzletna teža: 6 400 kg (14 110 lb)
- Motorji: 2 × WSKPZL Rzeszów PZL-10B turbogredni, 671 kW (900 KM) vsak

- Neprekoračljiva hitrost: 260 km/h
- Potovalna hitrost: 238 km/h (129 vozlov, 148 mph)
- Dolet: 745 km (402 nmi, 463 mi)
- Največji dolet: 1 224 km (671 nmi, 773 mi)
- Višina leta (servisna): 4 910 m (16 100 ft)
- Hitrost vzpenjanja: 9,3 m/s (1 831 ft/min)